# Otto Salzer
Pour les articles homonymes, voir Salzer.
Otto Salzer, né le  4 avril 1874 à Möglingen et mort le 7 janvier 1944 à Obertürkheim (alors âgé de 70 ans), était un pilote automobile allemand.

## Biographie
Sa carrière en compétition s'étala sur près d'un quart de siècle, du début du XXe siècle à 1924 au moins. Il devint le leader officiel de l'équipe Daimler en 1903, travaillant déjà pour l'entreprise comme ingénieur depuis 1896, tout en étant le contremaître des mécaniciens et en assurant des essais de modèles.
Il participa à trois reprises au Grand Prix de France sur Mercedes (1907, 1908 -obtenant alors le temps le plus rapide en course-, et 1914), en se classant troisième en 1914 à Lyon (derrière ses équipiers Christian Lautenschlager et le français Louis Wagner, en juillet à la veille du premier conflit mondial dans un grand silence, l'hymne germanique n'étant pas joué). Il fut aussi quatrième du Grand prix de l'A.C.O. en 1913 (remporté par Paul Bablot), et il participa au Grand Prix d'Italie en 1922, finissant encore dans les dix premiers du circuit des Ardennes en 1906 juste derrière Wagner (alors sur Darracq), ainsi qu'au Kaiser Preis en 1907 (un autre Salzer étant 18e sur NAG).
Christian Lautenschlager fut son mécanicien embarqué en 1906 (9e au circuit des Ardennes) et 1907.

## Victoires en courses de côte[3],[4]
- 1908 et 1909 : Semmering (près de Vienne), sur Mercedes type Semmering ;
- 1921, 1922 et 1924 : Zbraslav-Jíloviště (près de Prague), sur Mercedes (28/95 HP en 1922) ;
- 1923 : Solitude (première édition, disputée près de Stuttgart devant 100 000 spectateurs), sur la nouvelle Mercedes 2L. Kompresor ;
- 1924 : Šternberk (Ecce Homo), sur Mercedes 2L. Kompresor.

## Galerie d'images

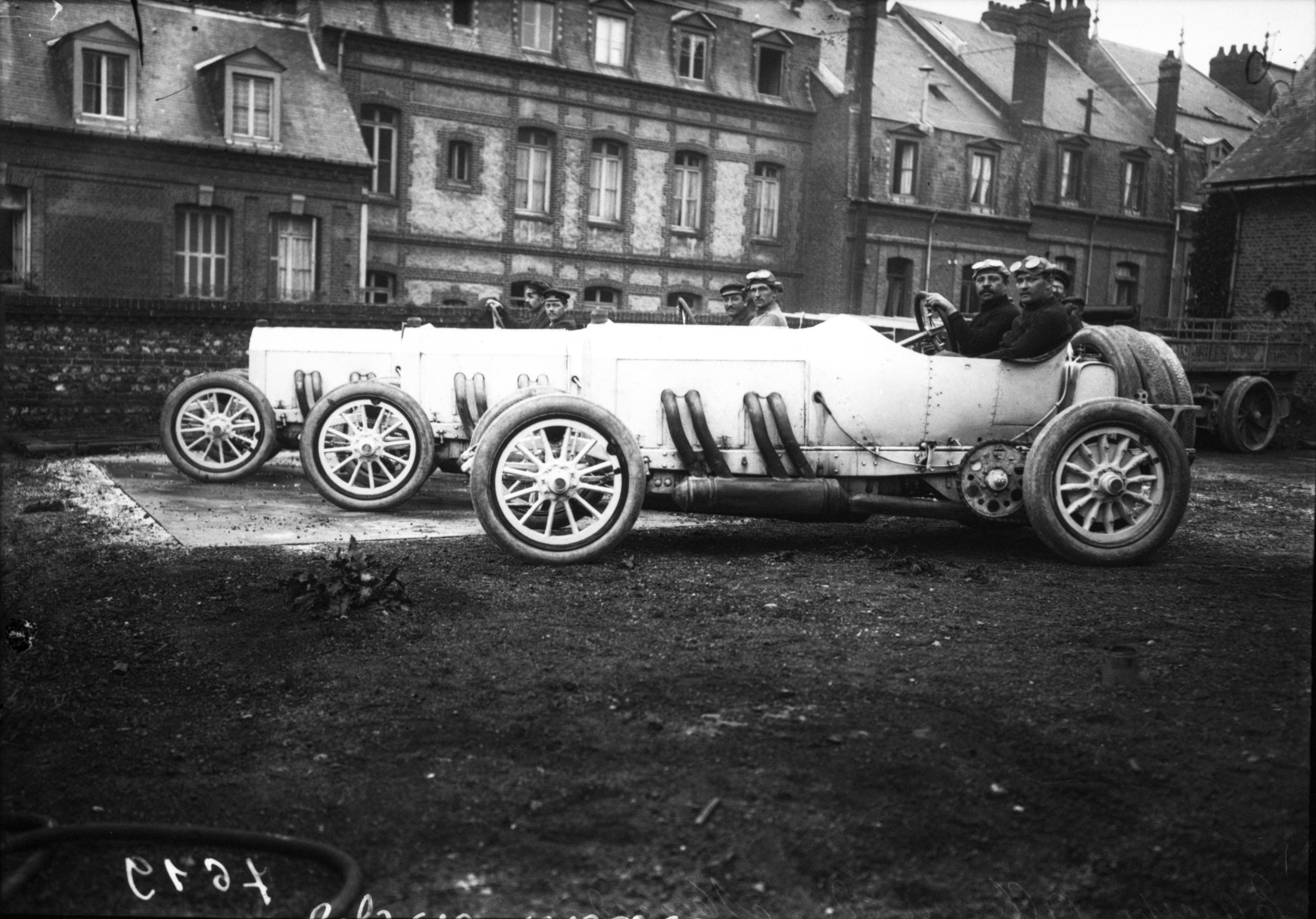
Salzer (premier plan), Willy Pöge (milieu), et Lautenschlager (fond), pilotes officiels Mercedes lors du GP de France 1908 (sur trois 140HP de 12.8L.);
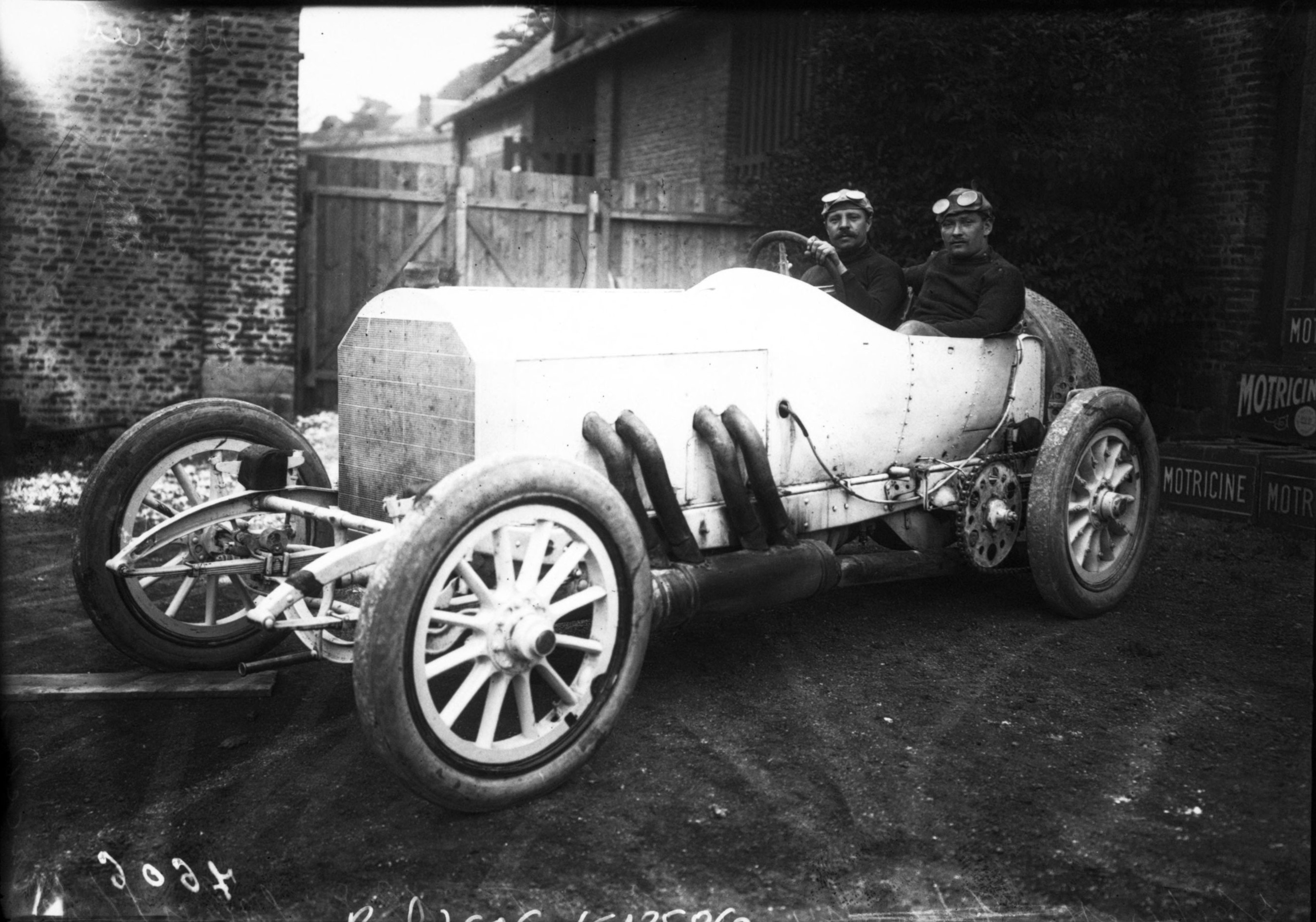
Salzer au GP de France en 1908;
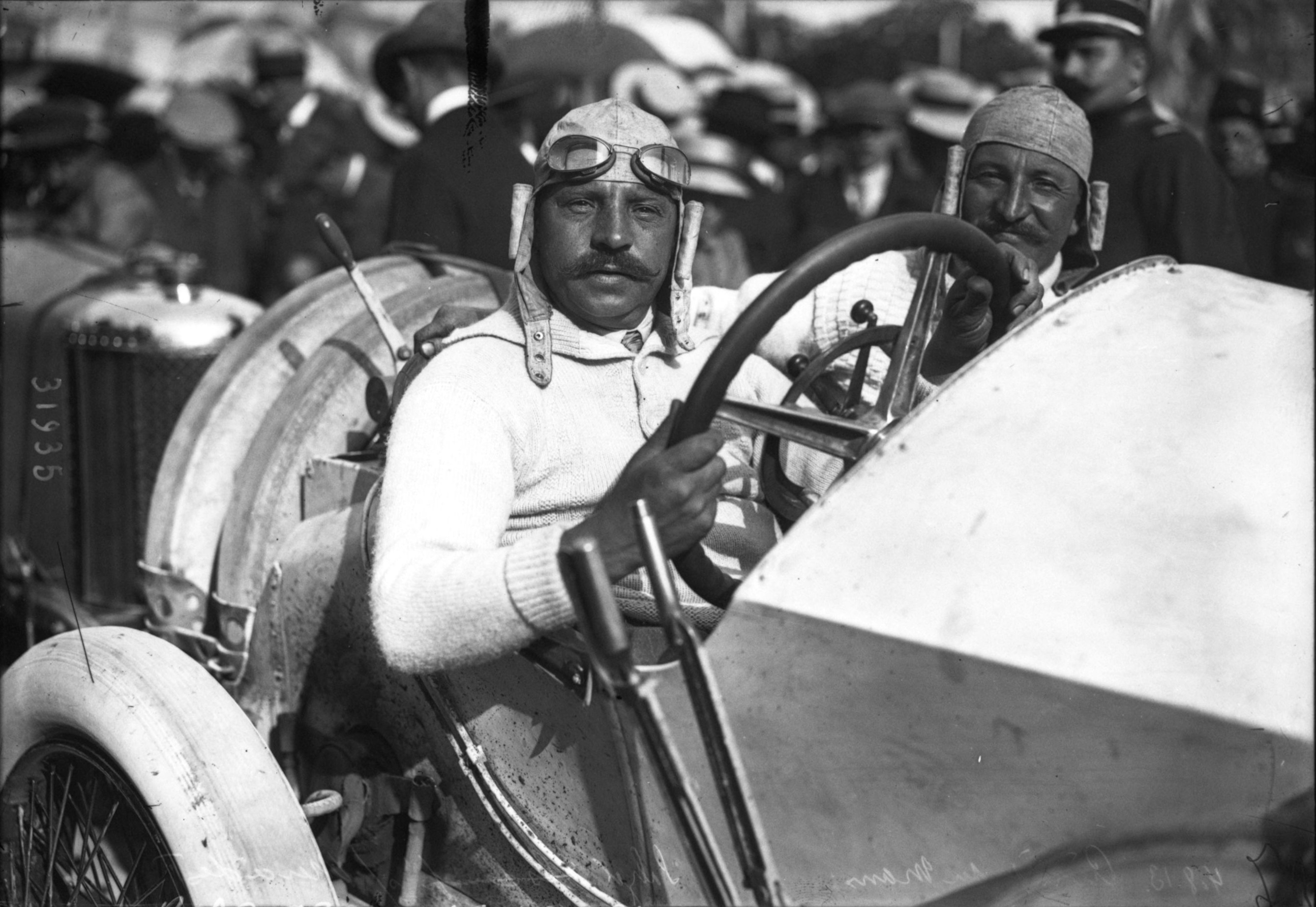
Salzer au GP de l'ACO en 1913;
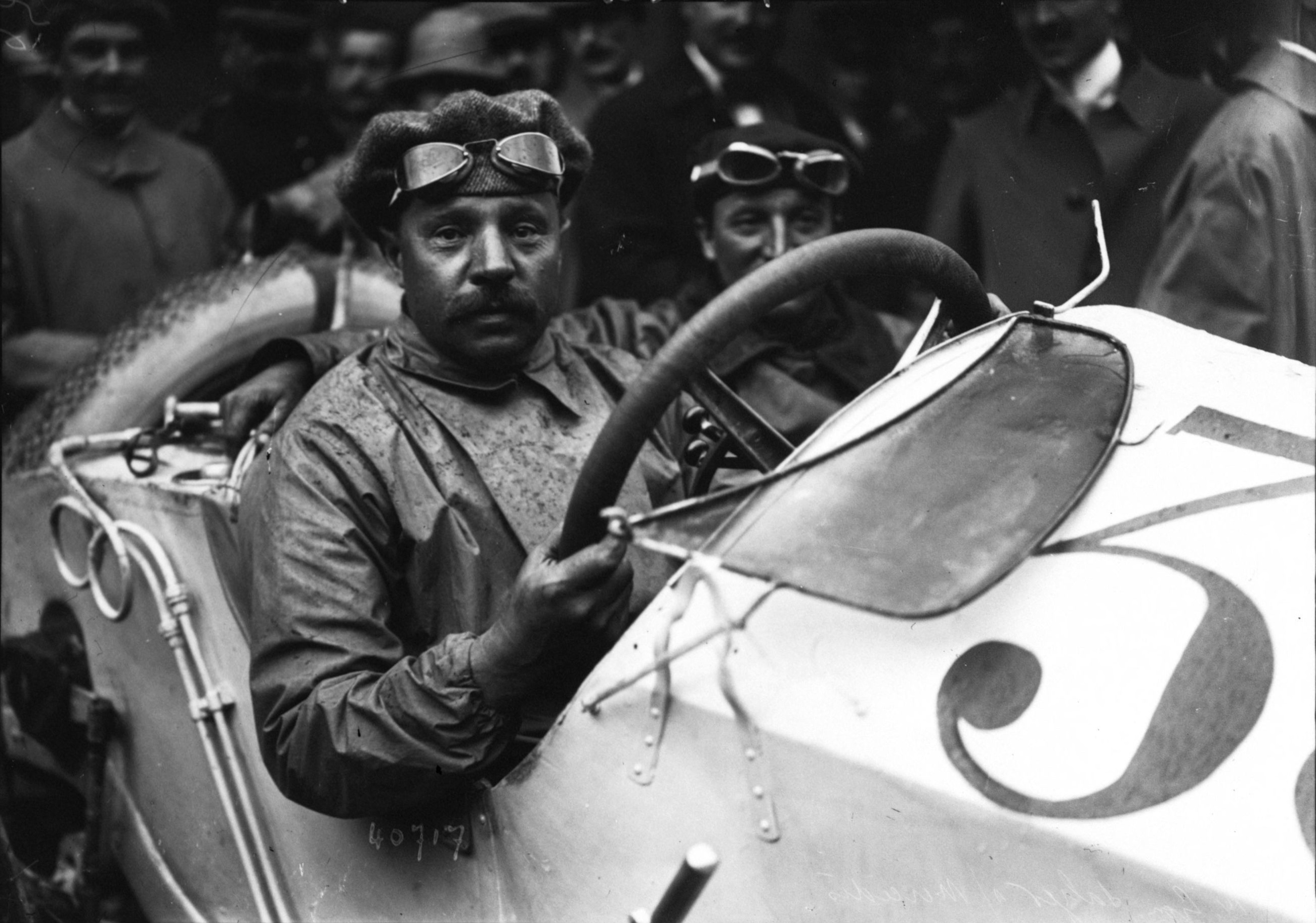
Salzer au GP de France en 1914;
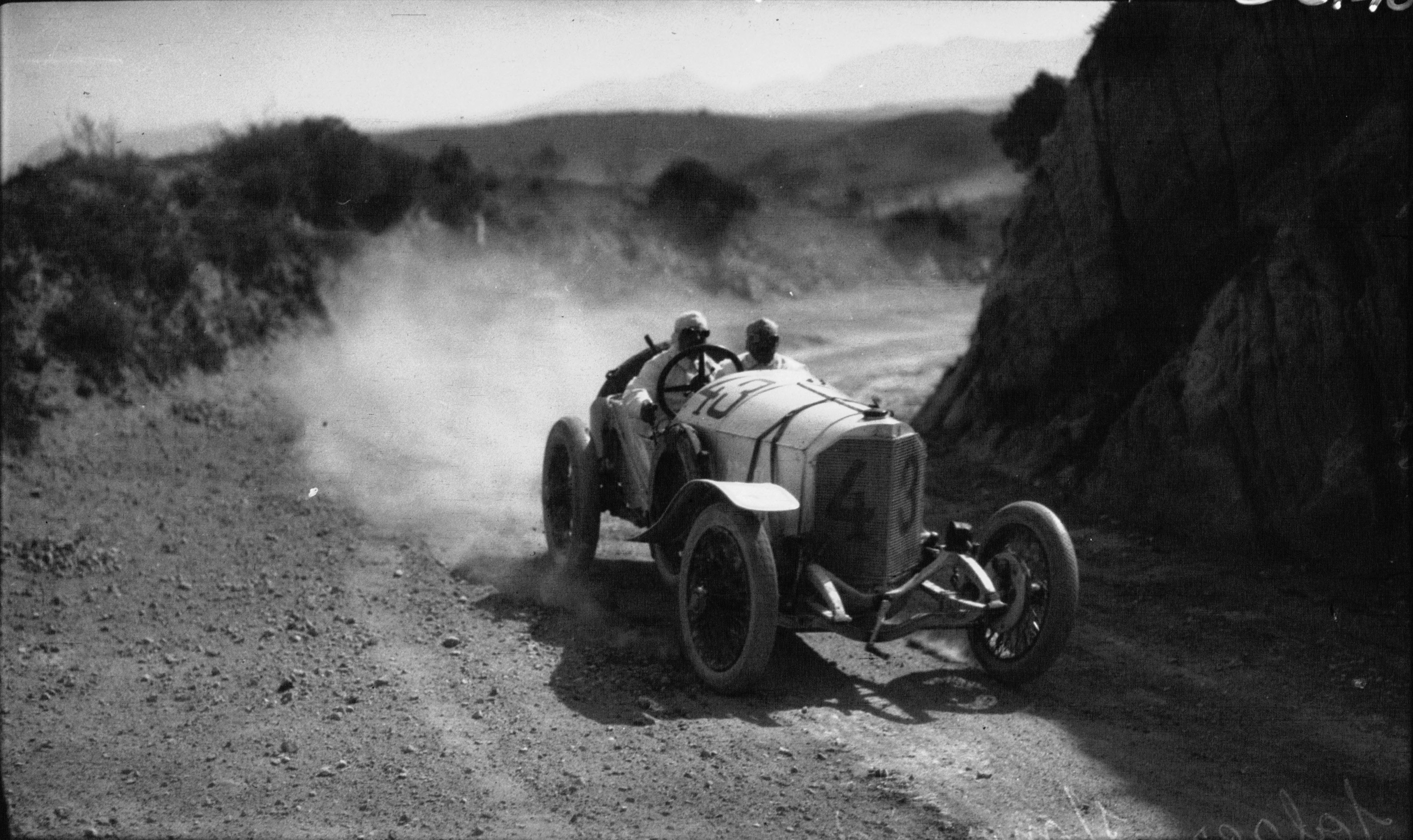
Salzer à la Targa Florio en 1922, 13e sur une 4,5L. 18/100 de 1914, pour la reprise allemande des compétitions internationales (Lautenschlager 10e).